# Parhypochthonius aphidinus
Parhypochthonius aphidinus is een mijtensoort uit de familie van de Parhypochthoniidae. De wetenschappelijke naam van de soort is voor het eerst geldig gepubliceerd in 1904 door Berlese.